# Campeonato Sul-Americano de Corta-Mato de 2000
O 15º Campeonato Sul-Americano de Corta-Mato de 2000 foi realizado em Cartagena de Indias, na Colômbia, entre os dias 5 e 6 de fevereiro de 2000. Essa competição foi realizada em conjunto com o Campeonato da América do Norte, Central e Caribe de Corta-Mato. Participaram da competição 195 atletas de 16 nacionalidades, sendo, 81 atletas de sete navcionalidades competindo pelo Campeonato Sul-Americano de Corta-Mato, 86 atletas de nove nacionalidades competindo pelo Campeonato da América do Norte, Central e Caribe de Corta-Mato, além de 45 atletas convidados sendo um angolano e 45 colombianos.

## Medalhistas

### Campeonato Sul-Americano de Corta-Mato
Esses foram os campeões da competição. 
| Evento                                  | Ouro                               | Ouro  | Prata                         | Prata | Bronze                              | Bronze |
| --------------------------------------- | ---------------------------------- | ----- | ----------------------------- | ----- | ----------------------------------- | ------ |
| Individual                              |                                    |       |                               |       |                                     |        |
| Masculino sênior (12 km)                | Daniel Lopes Ferreira · Brasil     | 37:14 | Silvio Guerra · Equador       | 37:21 | Marílson Gomes dos Santos · Brasil  | 37:59  |
| Masculino sênior curta distância (4 km) | Daniel Lopes Ferreira · Brasil     | 11:59 | Freddy González · Venezuela   | 12:00 | Celso Ficagna · Brasil              | 12:06  |
| Masculino júnior (8 km)                 | James Vidal · Colômbia             | 25:41 | Jonathan Monje · Chile        | 25:52 | Víctor Hugo Ocampo · Colômbia       | 26:10  |
| Masculino juvenil (4 km)                | Yeisson Caucali · Colômbia         | 12:49 | Giovanny Amador · Colômbia    | 12:53 | Wendell Hébio da Conceição · Brasil | 13:00  |
| Feminino sênior (8 km)                  | Bertha Sánchez · Colômbia          | 28:10 | Lidia Karwowski · Brasil      | 28:12 | Érika Alejandra Olivera · Chile     | 28:12  |
| Feminino sênior curta distância (4 km)  | Fabiana Cristine da Silva · Brasil | 13:13 | Bertha Sánchez · Colômbia     | 13:24 | Érika Alejandra Olivera · Chile     | 13:24  |
| Feminino júnior (6 km)                  | Lucélia de Oliveira Peres · Brasil | 22:10 | Tatiana de Souza Sá · Brasil  | 22:19 | Valquíria Silva Santos · Brasil     | 23:01  |
| Feminino juvenil (3 km)                 | Jennifer Garzón · Colômbia         | 11:30 | Michelli de Carvalho · Brasil | 11:36 | Lina María Arias · Colômbia         | 11:41  |
| Equipe                                  |                                    |       |                               |       |                                     |        |
| Masculino sênior                        | Brasil                             | 8     | Equador                       | 15    | Panamá                              | 42     |
| Masculino sênior curta distância        | Brasil                             | 10    | Venezuela                     | 19    | Colômbia                            | 20     |
| Masculino júnior                        | Colômbia                           | 12    | Equador                       | 20    | Chile                               | 24     |
| Masculino juvenil                       | Colômbia                           | 6     |                               |       |                                     |        |
| Feminino sênior                         | Brasil                             | 11    | Chile · Colômbia              | 21    |                                     |        |
| Feminino sênior curta distância         | Brasil                             | 11    | Colômbia                      | 23    | Chile                               | 25     |
| Feminino júnior                         | Brasil                             | 6     | Colômbia                      | 22    | Equador                             | 23     |
| Feminino juvenil                        | Colômbia                           | 13    |                               |       |                                     |        |

### Campeonato da América do Norte, Central e Caribe de Corta-Mato
Esses foram os campeões da competição. 
| Evento                   | Ouro                      | Ouro  | Prata                    | Prata | Bronze                        | Bronze |
| ------------------------ | ------------------------- | ----- | ------------------------ | ----- | ----------------------------- | ------ |
| Individual               |                           |       |                          |       |                               |        |
| Masculino sênior (12 km) | Fidencio Torres           | 38:40 | Salvador Miranda         | 38:51 | José Macías                   | 39:29  |
| Masculino júnior (8 km)  | José Luis Santos          | 25:39 | James Vidal · Colômbia   | 25:41 | Víctor Hugo Ocampo · Colômbia | 26:10  |
| Feminino sênior (8 km)   | Bertha Sánchez · Colômbia | 28:10 | América Mateos           | 28:23 | Mardrea Hyman · Jamaica       | 28:53  |
| Feminino júnior (6 km)   | Alma Xicoténcatl          | 22:21 | Luisa Jiménez · Colômbia | 23:15 | Fabiola Juárez                | 23:21  |
| Equipe                   |                           |       |                          |       |                               |        |
| Masculino sênior         | México                    | 10    | Panamá                   | 66    | Jamaica                       | 67     |
| Masculino júnior         | Guatemala                 | 32    | Porto Rico               | 56    | Jamaica                       | 59     |
| Feminino sênior          | México                    | 11    | Colômbia                 | 18    | Guatemala                     | 31     |
| Feminino júnior          | México · Colômbia         | 11    |                          |       | Porto Rico                    | 26     |

## Resultados da corrida

### Masculino sênior (12 km)
Individual
| Posição           | Atleta                    | Nacionalidade | Tempo |
| ----------------- | ------------------------- | ------------- | ----- |
| —                 | João N'Tyamba             | Angola        | 37:11 |
| Medalha de ouro   | Daniel Lopes Ferreira     | Brasil        | 37:14 |
| Medalha de prata  | Silvio Guerra             | Equador       | 37:21 |
| Medalha de bronze | Marílson Gomes dos Santos | Brasil        | 37:59 |
| —                 | Fidencio Torres           | México        | 38:40 |
| 4                 | Benedito Donizetti Gomes  | Brasil        | 38:45 |
| —                 | Salvador Miranda          | México        | 38:51 |
| —                 | William Ramírez           | Colômbia      | 39:14 |
| —                 | José Macías               | México        | 39:29 |
| 5                 | Néstor Quinapanta         | Equador       | 39:35 |
| —                 | José Luis Villanueva      | México        | 39:42 |
| 6                 | Wellington Correia Fraga  | Brasil        | 39:46 |
| —                 | José Amado García         | Guatemala     | 39:50 |
| 7                 | Ademir Fernandes da Silva | Brasil        | 39:53 |
| —                 | Juan Carlos Hernández     | Colômbia      | 39:53 |
| —                 | Wilmer Moreno             | Colômbia      | 39:59 |
| 8                 | Washington Tenorio        | Equador       | 40:04 |
| —                 | Francisco Gómez           | Costa Rica    | 40:10 |
| —                 | John Freddy Torres        | Colômbia      | 40:11 |
| —                 | Luis Collazo              | Porto Rico    | 40:14 |
| —                 | Selvin Molineros          | Guatemala     | 40:17 |
| 9                 | Leónidas Rivadeneira      | Chile         | 40:19 |
| —                 | Víctor Velázquez          | Guatemala     | 40:22 |
| 10                | Rolando Pillco            | Bolívia       | 40:48 |
| 11                | Wilson Wall               | Chile         | 40:56 |
| 12                | Richard Arias             | Equador       | 41:03 |
| 13                | Agustín Morán             | Panamá        | 41:12 |
| —                 | Winston Taylor            | Jamaica       | 41:20 |
| —                 | Zepherinus Joseph         | Santa Lúcia   | 41:25 |
| —                 | Joaquín Córdoba           | Colômbia      | 41:39 |
| 14                | Simón Alvarado            | Panamá        | 41:47 |
| —                 | Claudio Cabán             | Porto Rico    | 41:51 |
| —                 | Michel Tomlin             | Jamaica       | 41:52 |
| 15                | Guillermo Ramírez         | Panamá        | 42:15 |
| 16                | Mauricio Ladino           | Colômbia      | 45:16 |
| —                 | Victor Ledgers            | Santa Lúcia   | 42:19 |
| —                 | Wayne St. Ange            | Santa Lúcia   | 42:27 |
| —                 | Daniel Castillo           | Colômbia      | 42:32 |
| —                 | Kerlyn Brown              | Jamaica       | 42:36 |
| —                 | Robert Watson             | Jamaica       | 42:49 |
| —                 | Delroy Hayden             | Jamaica       | 43:02 |
| —                 | Mauricio Naranjo          | Colômbia      | 43:24 |
| —                 | Andrés Rizo               | Costa Rica    | 43:30 |
| —                 | Stephen Ason              | Santa Lúcia   | 43:37 |
| —                 | Guido Alzate              | Colômbia      | 43:49 |
| —                 | Germán Rodriguez          | Colômbia      | 44:21 |
| —                 | Omar Brooks               | Jamaica       | 44:36 |
| —                 | Michael Losmay            | Santa Lúcia   | 45:02 |
| —                 | John Grajales             | Colômbia      | 45:04 |
| 17                | Héctor Martínez           | Panamá        | 45:08 |
| 18                | Ricardo Concepción        | Panamá        | 45:31 |

Equipe
| Daniel Lopes Ferreira       | 1   |
| Marilson Gomes dos Santos   | 3   |
| Benedito Donizetti Gomes    | 4   |
| (Wellington Correia Fraga)  | (6) |
| (Ademir Fernandes da Silva) | (7) |

| Silvio Guerra      | 2    |
| Néstor Quinapanta  | 5    |
| Washington Tenorio | 8    |
| (Richard Arias)    | (12) |

| Agustín Morán        | 13   |
| Simón Alvarado       | 14   |
| Guillermo Ramírez    | 15   |
| (Héctor Martínez)    | (17) |
| (Ricardo Concepción) | (18) |

* Nota: Os atletas entre parênteses não pontuaram para o resultado da equipe.

### Masculino sênior de curta distancia (4 km)
Individual
| Posição           | Atleta                    | Nacionalidade | Tempo |
| ----------------- | ------------------------- | ------------- | ----- |
| Medalha de ouro   | Daniel Lopes Ferreira     | Brasil        | 11:59 |
| Medalha de prata  | Freddy González           | Venezuela     | 12:00 |
| Medalha de bronze | Celso Ficagna             | Brasil        | 12:06 |
| 4                 | Juan Carlos Gutiérrez     | Colômbia      | 12:06 |
| 5                 | Emigdio Delgado           | Venezuela     | 12:09 |
| 6                 | Daniel Bernardo das Neves | Brasil        | 12:13 |
| 7                 | Mauricio Ladino           | Colômbia      | 12:18 |
| 8                 | Wilson Wall               | Chile         | 12:25 |
| 9                 | William Roldán            | Colômbia      | 12:32 |
| 10                | Leónidas Rivadeneira      | Chile         | 12:33 |
| 11                | Rolando Ortiz†            | Colômbia      | 12:41 |
| 12                | Froilán Bonilla           | Venezuela     | 12:47 |
| 13                | Agustín Morán             | Panamá        | 12:53 |
| 14                | Mark Olivo                | Venezuela     | 12:56 |
| 15                | José Alirio Carrasco      | Colômbia      | 13:06 |
| 16                | Simón Alvarado            | Panamá        | 13:07 |
| 17                | Guillermo Ramírez         | Panamá        | 13:19 |
| 18                | Héctor Martínez           | Panamá        | 14:11 |
| 19                | Ricardo Concepción        | Panamá        | 14:28 |

†: Atleta marcado como convidado, mas responsável pela pontuação da equipe.
Equipe
| Daniel Lopes Ferreira     | 1 |
| Celso Ficagna             | 3 |
| Daniel Bernardo das Neves | 6 |

| Freddy González | 2    |
| Emigdio Delgado | 5    |
| Froilán Bonilla | 12   |
| (Mark Olivo)    | (14) |

| Juan Carlos Gutiérrez  | 4    |
| Mauricio Ladino        | 7    |
| William Roldán         | 9    |
| (Rolando Ortiz)†       | (11) |
| (José Alirio Carrasco) | (15) |

| Agustín Morán        | 13   |
| Simón Alvarado       | 16   |
| Guillermo Ramírez    | 17   |
| (Héctor Martínez)    | (18) |
| (Ricardo Concepción) | (19) |

* Nota: Os atletas entre parênteses não pontuaram para o resultado da equipe.
†: Atleta marcado como convidado, mas responsável pela pontuação da equipe.

### Masculino júnior (8 km)
Individual
| Posição           | Atleta                     | Nacionalidade | Tempo |
| ----------------- | -------------------------- | ------------- | ----- |
| —                 | José Luis Santos           | México        | 25:39 |
| Medalha de ouro   | James Vidal                | Colômbia      | 25:41 |
| Medalha de prata  | Jonathan Monje             | Chile         | 25:52 |
| —                 | Adalberto Castillo         | Colômbia      | 26:03 |
| Medalha de bronze | Víctor Hugo Ocampo         | Colômbia      | 26:10 |
| —                 | Sergio de León             | Guatemala     | 26:14 |
| —                 | Anacleto Salazar           | México        | 26:25 |
| 4                 | José da Silva              | Brasil        | 26:28 |
| 5                 | Mesías Zapata              | Equador       | 26:35 |
| —                 | Gonzálo Equite             | Guatemala     | 26:39 |
| —                 | Víctor Jacobo Solís        | Guatemala     | 26:41 |
| 6                 | César Pilaluisa            | Equador       | 26:46 |
| 7                 | Franck Caldeira de Almeida | Brasil        | 26:47 |
| 8                 | Jaime Baquero              | Colômbia      | 27:03 |
| 9                 | Ángel Campos               | Equador       | 27:11 |
| 10                | Marcel Siefert             | Chile         | 27:19 |
| —                 | José Nevares               | Porto Rico    | 27:35 |
| —                 | Nabor Pérez                | México        | 27:44 |
| —                 | Edwin Cedeño               | Porto Rico    | 27:49 |
| 11                | Byron Piedra               | Equador       | 28:01 |
| 12                | Luis Gamin                 | Chile         | 28:14 |
| —                 | Mario Smith                | Jamaica       | 28:19 |
| —                 | Leon Foster                | Jamaica       | 28:26 |
| —                 | Joan Méndez                | Porto Rico    | 28:42 |
| —                 | Francisco Sánez            | Guatemala     | 28:50 |
| —                 | Andre Crawford             | Jamaica       | 28:54 |
| —                 | Alexander Rendón           | Colômbia      | 28:55 |
| —                 | Guillermo Martínez         | Colômbia      | 29:21 |
| —                 | César Lozano               | Costa Rica    | 29:28 |
| —                 | Lerone Lawson              | Jamaica       | 29:56 |
| —                 | Gregory McKenzie           | Jamaica       | 30:07 |
| —                 | Winder Marin               | Colômbia      | 30:26 |
| —                 | Omar Powell                | Jamaica       | 31:06 |
| —                 | Yusmi Chamorro             | Colômbia      | 31:24 |
| —                 | O’Neill Williams           | Bahamas       | 31:47 |
| —                 | Leider Lara                | Colômbia      | 31:51 |
| —                 | Ariel Vásquez              | Porto Rico    | 32:04 |
| —                 | Ricardo Carillo            | Colômbia      | 32:08 |
| —                 | Edison Henao               | Colômbia      | 32:44 |
| —                 | Mario Alvarez              | Colômbia      | 33:04 |
| —                 | Julio Reyes                | Colômbia      | 33:53 |
| —                 | André Rolle                | Bahamas       | 33:55 |

Equipe
| James Vidal        | 1 |
| Víctor Hugo Ocampo | 3 |
| Jaime Baquero      | 8 |

| Mesías Zapata   | 5    |
| César Pilaluisa | 6    |
| Ángel Campos    | 9    |
| (Byron Piedra)  | (11) |

| Jonathan Monje | 2  |
| Marcel Siefert | 10 |
| Luis Gamin     | 12 |

* Nota: Os atletas entre parênteses não pontuaram para o resultado da equipe.

### Masculino juvenil (4 km)
Individual
| Posição           | Atleta                     | Nacionalidade | Tempo |
| ----------------- | -------------------------- | ------------- | ----- |
| Medalha de ouro   | Yeisson Caucali            | Colômbia      | 12:49 |
| Medalha de prata  | Giovanny Amador            | Colômbia      | 12:53 |
| Medalha de bronze | Wendell Hébio da Conceição | Brasil        | 13:00 |
| 4                 | James Murillo              | Colômbia      | 13:01 |
| 5                 | Erick Molina               | Bolívia       | 13:26 |
| —                 | Edison Pico                | Colômbia      | 13:26 |
| —                 | Lenin Montero              | Colômbia      | 13:49 |
| —                 | José Ramírez               | Colômbia      | 13:49 |
| —                 | Jaime Castillo             | Colômbia      | 14:31 |
| —                 | Mario Meneses              | Colômbia      | 14:41 |
| —                 | Arnold Caicedo             | Colômbia      | 14:52 |
| —                 | Felipe Perez               | Colômbia      | 15:04 |
| —                 | Luis Herrera               | Colômbia      | 15:36 |
| —                 | Luis Martínez              | Colômbia      | 15:46 |
| —                 | José Luis Cárdenas         | Colômbia      | 16:02 |
| —                 | Eder Franco                | Colômbia      | 16:38 |
| —                 | Hand Sands                 | Colômbia      | 17:20 |

Equipe
| Posição         | Equipe                                                                                    | Pontos |
| --------------- | ----------------------------------------------------------------------------------------- | ------ |
| Medalha de ouro | Colômbia · \| Yeisson Caucali \| 1 \| \| Giovanny Amador \| 2 \| \| James Murillo \| 4 \| | 6      |
| Yeisson Caucali | 1                                                                                         |        |
| Giovanny Amador | 2                                                                                         |        |
| James Murillo   | 4                                                                                         |        |

* Nota: Os atletas entre parênteses não pontuaram para o resultado da equipe.

### Feminino sênior (8 km)
Individual
| Posição           | Atleta                                     | Nacionalidade | Tempo |
| ----------------- | ------------------------------------------ | ------------- | ----- |
| Medalha de ouro   | Bertha Sánchez                             | Colômbia      | 28:10 |
| Medalha de prata  | Lidia Karwowski                            | Brasil        | 28:12 |
| Medalha de bronze | Érika Alejandra Olivera                    | Chile         | 28:12 |
| 4                 | Adriana de Souza                           | Brasil        | 28:22 |
| —                 | América Mateos                             | México        | 28:23 |
| —                 | Mardrea Hyman                              | Jamaica       | 28:53 |
| —                 | Dulce María Rodríguez                      | México        | 28:56 |
| 5                 | Maria Cristina Bernardo Vaqueiro Rodrigues | Brasil        | 29:04 |
| 6                 | Rosangela Raimunda Pereira Faria           | Brasil        | 29:26 |
| —                 | Martha Garcés                              | México        | 29:40 |
| —                 | Giselle Bautista                           | México        | 29:46 |
| 7                 | María Paredes                              | Equador       | 29:46 |
| 8                 | Clara Morales                              | Chile         | 29:47 |
| 9                 | Miriam Pulido                              | Colômbia      | 29:51 |
| —                 | Dina Cruz                                  | Guatemala     | 29:54 |
| —                 | Elsa Monterroso                            | Guatemala     | 30:05 |
| 10                | Flor Venegas                               | Chile         | 30:10 |
| 11                | Cecilia Rojas                              | Colômbia      | 30:20 |
| 12                | Lilian Guerra                              | Equador       | 30:26 |
| —                 | Esneda Londoño                             | Colômbia      | 30:31 |
| 13                | Narcisa Calderón                           | Equador       | 30:58 |
| 14                | Erika Abril                                | Colômbia      | 31:24 |
| 15                | Anahí Soto                                 | Chile         | 31:32 |
| —                 | Marcela Jackson                            | Costa Rica    | 31:34 |
| 16                | Karina Moncayo                             | Equador       | 32:00 |
| —                 | Luz Chuquillo                              | Colômbia      | 32:11 |
| —                 | Herlinda Xol                               | Guatemala     | 32:49 |
| —                 | Judith Thomas                              | Jamaica       | 34:19 |
| —                 | Paula Whitmore                             | Jamaica       | 34:41 |
| —                 | Candia Esnard                              | Santa Lúcia   | 34:54 |
| —                 | Priscila Emmanuel                          | Santa Lúcia   | 36:38 |
| —                 | Juliena Actie                              | Santa Lúcia   | 37:10 |
| —                 | Jodie Johnson                              | Jamaica       | 37:40 |

Equipe
| Lidia Karwowski                            | 2   |
| Adriana de Souza                           | 4   |
| Maria Cristina Bernardo Vaqueiro Rodrigues | 5   |
| (Rosangela Raimunda Pereira Faria)         | (6) |

| Érika Alejandra Olivera | 3    |
| Clara Morales           | 8    |
| Flor Venegas            | 10   |
| (Anahí Soto)            | (15) |

| Bertha Sánchez | 1    |
| Miriam Pulido  | 9    |
| Cecilia Rojas  | 11   |
| (Erika Abril)  | (14) |

| María Paredes    | 7    |
| Lilian Guerra    | 12   |
| Narcisa Calderón | 13   |
| (Karina Moncayo) | (16) |

* Nota: Os atletas entre parênteses não pontuaram para o resultado da equipe.

### Feminino sênior de curta distância (4 km)
Individual
| Posição           | Atleta                        | Nacionalidade | Tempo |
| ----------------- | ----------------------------- | ------------- | ----- |
| Medalha de ouro   | Fabiana Cristine da Silva     | Brasil        | 13:13 |
| Medalha de prata  | Bertha Sánchez                | Colômbia      | 13:24 |
| Medalha de bronze | Érika Alejandra Olivera       | Chile         | 13:24 |
| 4                 | Selma Cândida dos Reis        | Brasil        | 13:39 |
| 5                 | Niusha Mancilla               | Bolívia       | 13:53 |
| 6                 | Ana Paula de Almeida Ferreira | Brasil        | 13:56 |
| 7                 | María Paredes                 | Equador       | 13:58 |
| 8                 | Elizabeth Esteves de Souza    | Brasil        | 14:03 |
| 9                 | Clara Morales                 | Chile         | 14:04 |
| 10                | Miriam Pulido                 | Colômbia      | 14:05 |
| 11                | Cecilia Rojas                 | Colômbia      | 14:09 |
| 12                | Narcisa Calderón              | Equador       | 14:10 |
| 13                | Anahí Soto                    | Chile         | 14:11 |
| 14                | Flor Venegas                  | Chile         | 14:11 |
| 15                | Lilian Guerra                 | Equador       | 4:16  |
| —                 | Esneda Londoño                | Colômbia      | 14:19 |
| 16                | Susana Rebolledo              | Chile         | 14:37 |
| 17                | Erika Abril                   | Colômbia      | 14:58 |
| 18                | Silvia Paredes                | Equador       | 15:19 |
| 19                | Karina Moncayo                | Equador       | 15:36 |

Equipe
| Fabiana Cristine da Silva     | 1   |
| Selma Cândida dos Reis        | 4   |
| Ana Paula de Almeida Ferreira | 6   |
| (Elizabeth Esteves de Souza)  | (8) |

| Bertha Sánchez | 2    |
| Miriam Pulido  | 10   |
| Cecilia Rojas  | 11   |
| (Erika Abril)  | (17) |

| Érika Alejandra Olivera | 3    |
| Clara Morales           | 9    |
| Anahí Soto              | 13   |
| (Flor Venegas)          | (14) |
| (Susana Rebolledo)      | (16) |

| María Paredes    | 7    |
| Narcisa Calderón | 12   |
| Lilian Guerra    | 15   |
| (Silvia Paredes) | (18) |
| (Karina Moncayo) | (19) |

* Nota: Os atletas entre parênteses não pontuaram para o resultado da equipe.

### Feminino júnior (6 km)
Individual
| Posição           | Atleta                     | Nacionalidade | Tempo |
| ----------------- | -------------------------- | ------------- | ----- |
| Medalha de ouro   | Lucélia de Oliveira Peres  | Brasil        | 22:10 |
| Medalha de prata  | Tatiana de Souza Sá        | Brasil        | 22:19 |
| —                 | Alma Xicoténcatl           | México        | 22:21 |
| Medalha de bronze | Valquíria Silva Santos     | Brasil        | 23:01 |
| 4                 | Adriana Aparecida da Silva | Brasil        | 23:11 |
| 5                 | Luisa Jiménez              | Colômbia      | 23:15 |
| 6                 | Marlene Acuña              | Equador       | 23:18 |
| —                 | Fabiola Juárez             | México        | 23:21 |
| 7                 | Silvia Paredes             | Equador       | 23:22 |
| 8                 | Martha Roncería            | Colômbia      | 23:29 |
| 9                 | Mercedes Aguilar           | Colômbia      | 23:35 |
| 10                | Sara Nivicela              | Equador       | 23:38 |
| —                 | María del Pilar Díaz       | Porto Rico    | 23:47 |
| —                 | Irene González             | México        | 23:59 |
| —                 | Olga Rodas                 | Guatemala     | 24:42 |
| —                 | Yaritza Rivera             | Porto Rico    | 24:54 |
| —                 | Beverly Morris             | Jamaica       | 24:55 |
| —                 | Lisayra del Valle          | Porto Rico    | 24:58 |
| —                 | Lorraine McKenzie          | Jamaica       | 25:29 |
| —                 | Helena Isaza               | Colômbia      | 25:12 |
| —                 | Kerry-Ann White            | Jamaica       | 25:47 |
| —                 | Nicola Smith               | Jamaica       | 27:41 |

Equipe
| Lucélia de Oliveira Peres    | 1   |
| Tatiana de Souza Sá          | 2   |
| Valquíria Silva Santos       | 3   |
| (Adriana Aparecida da Silva) | (4) |

| Luisa Jiménez    | 5 |
| Martha Roncería  | 8 |
| Mercedes Aguilar | 9 |

| Marlene Acuña  | 6  |
| Silvia Paredes | 7  |
| Sara Nivicela  | 10 |

* Nota: Os atletas entre parênteses não pontuaram para o resultado da equipe.

### Feminino juvenil (3 km)
Individual
| Posição           | Atleta               | Nacionalidade | Tempo |
| ----------------- | -------------------- | ------------- | ----- |
| Medalha de ouro   | Jennifer Garzón      | Colômbia      | 11:30 |
| Medalha de prata  | Michelli de Carvalho | Brasil        | 11:36 |
| Medalha de bronze | Lina María Arias     | Colômbia      | 11:41 |
| —                 | Adriana Molano       | Colômbia      | 11:50 |
| —                 | Diana Alzate         | Colômbia      | 12:08 |
| 4                 | Cristina Tovar       | Venezuela     | 12:08 |
| —                 | Martha Rojas         | Colômbia      | 12:14 |
| —                 | Diana Díaz           | Colômbia      | 12:31 |
| 5                 | Ruby Riativa         | Colômbia      | 12:35 |
| —                 | Ayde Meneses         | Colômbia      | 13:08 |
| —                 | Cristina Herrera     | Colômbia      | 13:24 |
| —                 | Natalia Montoya      | Colômbia      | 14:01 |
| —                 | Diana Sosa           | Colômbia      | 14:08 |
| —                 | Karine Montero       | Colômbia      | 15:30 |

Equipe
| Posição          | Equipe                                                                                    | Pontos |
| ---------------- | ----------------------------------------------------------------------------------------- | ------ |
| Medalha de ouro  | Colômbia · \| Jennifer Garzón \| 1 \| \| Lina María Arias \| 3 \| \| Ruby Riativa \| 9 \| | 13     |
| Jennifer Garzón  | 1                                                                                         |        |
| Lina María Arias | 3                                                                                         |        |
| Ruby Riativa     | 9                                                                                         |        |

* Nota: Os atletas entre parênteses não pontuaram para o resultado da equipe.

## Quadro de medalhas (não oficial)

### Campeonato Sul-Americano de Corta-Mato
| Ordem | País      | Medalha de ouro | Medalha de prata | Medalha de bronze | Total |
| ----- | --------- | --------------- | ---------------- | ----------------- | ----- |
| 1     | Brasil    | 9               | 3                | 4                 | 16    |
| 2     | Colômbia  | 7               | 5                | 3                 | 15    |
| 3     | Equador   | 0               | 3                | 1                 | 4     |
| 4     | Chile     | 0               | 2                | 4                 | 6     |
| 5     | Venezuela | 0               | 2                | 0                 | 2     |
| 6     | Panamá    | 0               | 0                | 1                 | 1     |
|       | TOTAL     | 16              | 15               | 13                | 44    |

* Nota: O total de medalhas incluem  as competições individuais e de equipe, com medalhas na competição por equipe contando como uma medalha.

### Campeonato da América do Norte, Central e Caribe de Corta-Mato
| Ordem | País       | Medalha de ouro | Medalha de prata | Medalha de bronze | Total |
| ----- | ---------- | --------------- | ---------------- | ----------------- | ----- |
| 1     | México     | 6               | 2                | 2                 | 10    |
| 2     | Colômbia   | 2               | 3                | 1                 | 6     |
| 3     | Guatemala  | 1               | 0                | 1                 | 2     |
| 4     | Porto Rico | 0               | 1                | 1                 | 2     |
| 5     | Panamá     | 0               | 1                | 0                 | 1     |
| 6     | Jamaica    | 0               | 0                | 3                 | 3     |
|       | TOTAL      | 9               | 7                | 8                 | 24    |

* Nota: O total de medalhas incluem  as competições individuais e de equipe, com medalhas na competição por equipe contando como uma medalha.

## Participação
De acordo com uma contagem não oficial, participaram 195 atletas de 16 nacionalidades.

### Campeonato Sul-Americano de Corta-Mato
De acordo com uma contagem não oficial, 81 atletas de 7 países estavam competindo pelo Campeonato Sul-Americano de Corta-Mato.
| - Bolívia (3) - Brasil (23) - Chile (10) | - Colômbia (20) - Equador (15) | - Panamá (5) - Venezuela (5) |

### Campeonato da América do Norte, Central e Caribe de Corta-Mato
De acordo com uma contagem não oficial, 86 atletas de 9 países competiam pelo Campeonato da América do Norte, Central e Caribe de Corta-Mato. 13 atletas da Colômbia e 5 atletas do Panamá disputaram os dois campeonatos.
| - Bahamas (2) - Colômbia (13) - Costa Rica (4) | - Guatemala (11) - Jamaica (20) - México (14) | - Panamá (5) - Porto Rico (9) - Santa Lúcia (8) |

### Convidados
Além disso, um atleta convidado africano e 45 atletas colombianos locais participaram.
| - Angola (1) | - Colômbia (45 atletas locais) |